# タカダ・コーポレーション
タカダ・コーポレーションは、かつて吉本興業東京本社（東京吉本）に所属していたお笑いコンビ。2015年に解散。

## メンバー
大貫さん（おおぬきさん、1981年7月8日（44歳） -  ）
ツッコミ担当。栃木県出身。身長161cm。立教大学卒業。
本名（旧姓）、大貫 幹枝（おおぬき みきえ）。
趣味はイラスト、アニメ鑑賞、漫画鑑賞、フィギュアスケート観戦。
よしもとべっぴんランキングでは、2014年に第3位、2015年に8位にランキングされた。
特技はフルート、漫画を描くこと、透視。漫画家を目指していたこともあり、「小学館漫画賞」「たまひよ漫画賞」と漫画の賞レースで受賞するほどの腕前。芸人の結成秘話を漫画にし、TBS『あらびき団』にてピン出演。
アニメ、漫画、ゲームに博識。モンスターハンターシリーズ、真・三國無双シリーズなどゲームの仕事もこなし、定期的に吉本若手芸人で行われる「僕たちゲームボーイズ」というライブに第1回から毎回出演している。
ナレーションの仕事も多い。また演技力を評価されることが多く、神保町花月での芝居公演出演数は40公演を超えている。
出雲阿国、渡辺直美と共に3人組歌手ユニット「UMA」（ユーマ）を結成し、デビュー曲「UMAのテーマ〜アジアの最下位〜」を発表した。
箕輪はるか率いる箕輪軍団所属。
友人で漫画家の水谷さるころからTwitterをすすめられいち早く活用しており、渡辺直美などに紹介している。YTA（よしもとtwitterエージェンシー）にも入部。
山田與志（COWCOW）率いるよしもと写真部にも入部している。
2015年7月7日、当時トンファーの山西章博と結婚。タカダ・コーポレーション解散後、2016年に山西とコンビ「夫婦のじかん」を結成。
1980年に起こった一億円拾得事件で1億円を拾ったトラック運転手・大貫久男の姪孫でもある。
おやきくん（1982年5月4日（43歳） - ）
ボケ担当。長野県出身。身長162cm。格闘家として活動していた頃の体格は引き締まっていたが、後に元の肥満体に戻っている。
本名、正村（しょうむら）。
金沢学院大学に在学中、同級生とお笑いコンビ「はらぺこKING」を結成しテレビ金沢のローカル深夜番組にレギュラー出演していた経歴がある。大学卒業と同時にコンビを解散し上京しNSCに入学。
かつて中田敦彦（オリエンタルラジオ）の部屋にシソンヌの長谷川忍と一緒に同居していた。
芸名の由来は地元・長野県名産のおやきから取られている。
もともと前頭部にハート型に残していた髪形だが、2011年頃から黒から赤に色が変えている。
柔道や野球を嗜み、柔道は三段の腕前でもある。
2011年、パフォーマンスの修行をしたいとプライベートで単身中国へ渡り3年間修行する。2013年に日本に戻り、活動を再開している。少林寺拳法の気功技等を取得した。
総合格闘技を和術慧舟會HEARTSで学んでおり、DEEPなどのプロ格闘技興業に出場する事もあった。入場曲はテレビアニメ『おジャ魔女どれみ』の主題歌「おジャ魔女カーニバル」。のちにジムを退会。
解散後は「ペリカン」名義で電撃ネットワークの伝承グループ「電撃ネットワークJr.」に参加するが、2019年に入りTwitterのアカウントから名前と写真が削除され、過去の写真にもボカシで隠された状態となっている。

## 来歴
東京NSCの11期生で、同期はエド・はるみ、パンサーの向井慧など。コンビ名はおやきくんが高田純次のファンであったことに由来する。高田には特に許可を得てはいなかったが、その後高田本人から許可を得ている。2015年におやきが吉本興業を退社したため解散したことを大貫がブログで発表した。

## 芸風
「SMショートコント」と称したショートコントを行う。
色々なシチュエーションで大貫がおやきを踏んづけたり、寝ているおやきの頭の上に乗るなど邪険に扱い、おやきが奇声を上げてお約束の一言（「不思議と嫌じゃない」、「下手すりゃ死ぬ」など）でネタを締める、やや放送禁止的なネタである。ネタ間には、2人が縦に並び、おやきが顔を正面に向けながら前屈し、その姿勢で両手を横に伸ばす。大貫はその後ろで大の字に両手を広げている。2人は「♪タカダ・コ〜ポレ〜ショ〜ン」と歌いながら体を左右に揺らす。その後にお互い逆方向に斜めに体を伸ばして「オ〜レ!」と叫んで1ネタが終わる。

## 逸話
- 2人でカラオケや買い物だけでなく、東京ディズニーランドへ行くこともあった。
- 大貫はあやまんJAPAN公式本の中で3人の結成秘話の漫画を描いた。その他マンスリーよしもとでも漫画を掲載したり、吉本の劇場ポスターなど、多岐に渡り様々なイラストを手掛けている。
- 大貫の漫画の腕を買われ、BSスカパーの特番にてオリジナル漫画を制作し、その漫画の声優として野沢雅子、古川登志夫に出演してもらった経験あり。大貫の好きなドラゴンボールの主要声優である2人に声をあててもらったことに、子供の頃の夢が叶ったと感激していた。この漫画が評価され、BSスカパーにて初の冠番組を獲得した。
- 2人のブログのデザインはどちらも大貫がデザインしている。
- 大貫は漫画ではドラゴンボール、浅野いにおの作品、鈴菌カリオの作品を好む。
- 大貫はアニメ好きが嵩じてアニマックスのサイト内の動画サイト「アニcha」のナビゲーターを担当している。
- おやきは『R-1ぐらんぷり2010』に「ふくろうのふくじろう」名義で出場し、フクロウのキャラクターでの漫談を演じたが1回戦敗退。同日に大貫は得意の絵を使用したネタで1回戦を突破した。
- 大貫はニコニコ動画の公式放送、漫画家だらけのハッピーアワーやよしもとの公式放送への出演などを通して、ニコニコ動画をよく視聴するようになり、ニコニコ超会議2日目にはリアルナマケットのゲストMCとしても登場した。

## 出演番組
- 爆笑レッドカーペット（フジテレビ）
- 新春ゴールデンピンクカーペット（フジテレビ） - 二番組ともキャッチコピーは「仲良し運命共同体」
- あらびき団（TBS） - 大貫のみ。漫画ネタ。
- ファミレストーク王決定戦（フジテレビ721） - 大貫のみ。MVP獲得。
- ファミレストーク王決定戦チャンピオン大会（フジテレビ721） - 大貫のみ。
- めちゃ²イケてるッ!（フジテレビ）やべっち寿司への出演。
- 僕たちゲームボーイズEX（EXエンタテイメント） - 大貫のみ。
- フジケン（EXエンタテイメント）大貫のみ。凄い家族エピソード芸人、フジケン忘年会、フジケンック25。
- めざにゅ〜（フジテレビ）大貫が高橋真麻アナウンサーと即席コンビ結成。
- 笑いの金メダル（テレビ朝日）
- 『ぷっ』すま（テレビ朝日）
- リンカーン（TBS）
- ぐるぐるナインティナイン（日本テレビ）
- エンタの神様（日本テレビ） - キャッチコピーは「笑撃のヒミツ♡結社」（準レギュラー）
- ダウンタウンのガキの使いやあらへんで!!（日本テレビ）、山崎歌劇団（大貫のみ）、いびき王選手権
- ドリーム・プレス社（TBS）
- 笑撃!ワンフレーズ（TBS）
- 2時っチャオ!（TBS） - 大貫のみ。
- なんじゃ!?このドラマ（MBS）[要出典]
- 音リコ!（日本テレビ）
- 本番で〜す!（テレビ東京）
- ヨシモト∞
- ゴールドラッシュ2008〜今年こそブレイクしたい芸人が開く 新しきイロモネアの夜明け!!（TBS、2008年1月3日）
- お笑いDynamite!（TBS） - キャッチコピーは「ある意味相思相愛!?」」
- おはスタ（テレビ東京） - 「笑劇戦隊タカダコーポレーション 」として出演（レギュラー）
- スッキリ!!（日本テレビ、2008年7月21日）
- ラジかるッ（日本テレビ）女ののど自慢コーナー内にて大貫があらいぐまラスカルのロックリバーへを歌う。ザ・たっちの天カメ天気予報コーナーにも出演。
- 堂本剛の正直しんどい（テレビ朝日）
- 爆笑最前線（NHK）
- 香取慎吾の特上!天声慎吾（日本テレビ）
- なつめぐ堂スペシャル（CBC）
- DOORS（TBS）深夜特番
- 笑いの祭典 ゴールドステージ!!（日本テレビ）
- よしもとオンラインハリセンボンのポップコーンパーティー→占いっ娘クラブ→占いっ娘クラブHP。大貫のみ（レギュラー出演）。
- 超能力スペシャル2010 今夜奇跡が?世界最強超能力者×最新脳科学 ナゾ解明プロジェクト（TBS） - 2010年1月4日
- ナニコレ珍百景（テレビ朝日）
- ショーバト!（日本テレビ） - 2010年5月25日「ミニバト!」
- やりすぎコージー（テレビ東京）営業リッチ芸人、やりすぎ都市伝説3週連続SPにて大貫が透視を披露。
- 笑う妖精（テレビ朝日）大貫が透視を披露。
- 水曜エンタ! 笑う経済白書 THE ピンキリ SHOW（TBS）
- ざっくりハイボール（テレビ東京） - 大貫のみ
- フットンダ（日本テレビ）- 大貫のみ
- ハマSHOW!!（J:COM）- 大貫のみ レギュラー
- 芸人報道（日本テレビ）- 大貫のみ
- フェイクブック（フジテレビ）特番 - 大貫のみ
- そうだ!旅にいこう（テレビ東京、2012年11月20日）- 大貫のみ
- オムライス（映画・2011年9月24日公開、監督：木村祐一） - 大貫のみ
- 上柳昌彦 ごごばん!（ニッポン放送）13時代コーナー「エド・はるみの私にプラス〜夢をかなえるカウンセリング〜」2012年5月28日～6月1日放送分に出演 - 大貫のみ
- ナオミクローゼット(ナレーション)（BS日テレ）- 大貫のみ
- タカダ・コーポレーションのコレみよ!（BSスカパー!）- 初の冠番組。
- アメトーーク!（テレビ朝日）- 「格闘技やってる芸人」。おやきのみ。

## DVD
- オリエンタルラジオ「十」（2008年3月12日）絵本調アニメ「おこめ刑事」にてとんかつさんの声を大貫が担当。
- 神保町花月こけら落とし公演「ハッピーな片想い」（2008年4月23日）大貫がアイドルたもっちゃん役を、おやきがオタクB役を担当。